# Nourhene Bouzaiene
Nourhene Bouzaiene (arabe : نورهان بوزيان) est une actrice tunisienne.
Elle commence sa carrière en 1998, en participant à une production du Théâtre municipal de Tunis intitulée Haddith. Par la suite, elle participe à de nombreuses pièces de théâtre dont L'Escale. Elle obtient également quelques rôles dans des séries télévisées telles que Choufli Hal, Sayd Errim et Donia. 

## Cinéma
- 2012 : Le Professeur[2] de Mahmoud Ben Mahmoud

## Télévision
- 2006 et 2008 : Choufli Hal (invitée de l'épisode 29 de la saison 3 et de l'épisode 13 de la saison 5) de Slaheddine Essid et Abdelkader Jerbi : Mme Abir
- 2007 : Layali el bidh de Habib Mselmani : Baya
- 2007 : Kamanjet Sallema de Hamadi Arafa : Ahlem
- 2008 : Sayd Errim d'Ali Mansour : Besma
- 2010 : Donia de Naïm Ben Rhouma : Saâdiya
- 2012 : Pour les beaux yeux de Catherine de Hamadi Arafa : Rafika
- 2014 : Ayla Tounsia de Slimane Chaouche
- 2014 : Nsibti Laaziza (invitée de l'épisode 2 de la saison 4) de Slaheddine Essid : cliente de Baboucha
- 2016 : Warda w Kteb d'Ahmed Rjeb (invitée d'honneur)

## Théâtre
- 1998 : Haddith, mise en scène de Mohamed Driss
- 2012 : Talon, mise en scène et interprétation de Zied Mechri[3]
- 2014 : Massa, texte et mise en scène de Nourhene Bouzaiene[4]
- 2016 : Dix ans de mariage, texte d'Alil Vardar et mise en scène de Sami Montacer